# مویلح الصوارنه
مویلح الصوارنه (به عربی: مویلح الصوارنة) یک روستا در سوریه است که در ناحیه حمرا واقع شده‌است. مویلح الصوارنه ۷۰۰ نفر جمعیت دارد.